# أغايتي
بلدية أغايتي (بالإسبانية: Agaete) هي بلدية تقع في مقاطعة لاس بالماس التابعة لمنطقة جزر الكناري جنوب غرب إسبانيا.

## الديموغرافيا
بلغ عدد سكان بلدية أغايتي 5.776 نسمة عام 2011 (وفقاً للمعهد الوطني للإحصاء الإسباني).
| 6.028 | 5.789 | 5.649 | 5.606 | 5.710 | 5.782 | 5.776 |